# IC 5202
IC 5202 је спирална галаксија у сазвјежђу Тукан која се налази на листи објеката дубоког неба у Индекс каталогу.
Деклинација објекта је - 65° 48' 9" а ректасцензија 22h 22m 55,3s. Привидна величина (магнитуда) објекта IC 5202 износи 14,0 а фотографска магнитуда 14,7. IC 5202 је још познат и под ознакама ESO 108-27, PGC 68707.